# 愛之風富山鐵道線

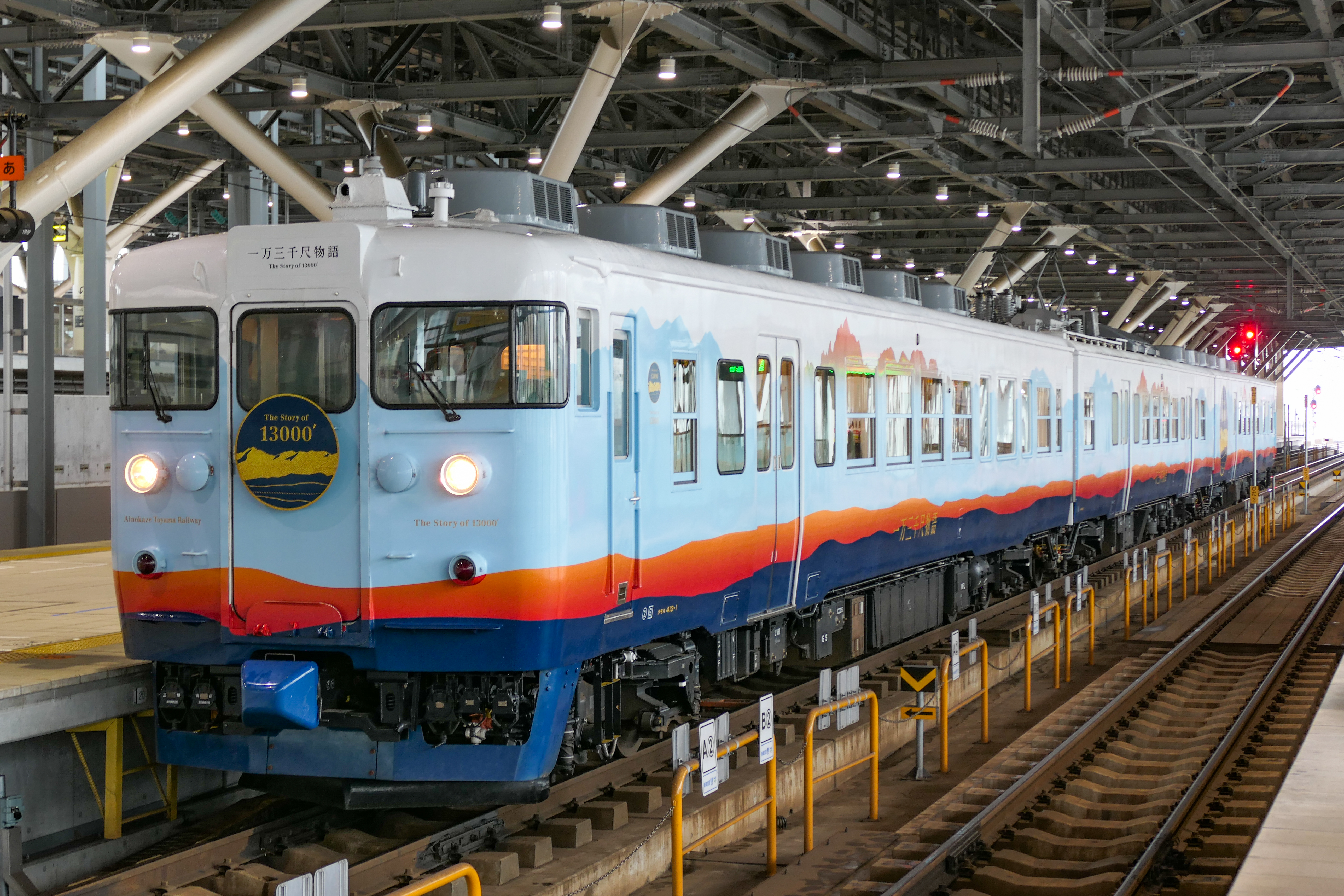
由國鐵413系電車編組的觀光列車「一萬三千尺物語」
(2022年4月)

愛之風富山鐵道線（日语：／ Ainokaze Toyama Tetsudō sen */?）是一條連結日本石川縣河北郡津幡町的俱利伽羅站與新潟縣糸魚川市的市振站，屬於愛之風富山鐵道的鐵路線。

## 概要
過去曾是西日本旅客鐵道北陸本線的一部分，在2015年3月14日隨著北陸新幹線長野站至金澤站之間路段的通車，因為成為並行在來線，此段位於富山縣內的路段移被交給由富山縣地方政府出資成立的愛之風富山鐵道負責經營；同一時間北陸本線位於新潟縣和石川縣的路段也分別被移交給越後心動鐵道和IR石川鐵道經營。
前述的三段鐵路，連同現在剩餘的北陸本線、信越本線、羽越本線、奧羽本線，這些位於日本海沿岸的鐵路路線被合稱為日本海縱貫線。
愛之風富山鐵道線的分界車站俱利伽羅車站和市振車站都是位於富山縣縣界附近，但其沿線上使用的鐵路里程標示仍使用過去在北陸本線時期以米原車站為起點所計算的距離，並未被更換。

## 路線資料
- 管轄、路線距離（營業距離）：
  - 愛之風富山鐵道（第一種鐵道事業者）：
    - 俱利伽羅－市振間 100.1公里
距離標使用移管前的北陸本線（米原起計），線內各平交道記載的距離數也是由米原起計算。

  - 日本貨物鐵道（第二種鐵道事業者）：
    - 俱利伽羅－市振間 100.1公里
- 軌距：1067毫米
- 站數：21個（包括起終點站）
- 複線路段：全線
- 電氣化路段：全線（交流電20,000V、60Hz）
- 閉塞方式：複線自動閉塞式
- 保安裝置：ATS-SW
- 運轉指令所：愛之風富山指令所（富山市）[1]
  - 開業起至2017年3月12日為止由金澤綜合指令所（JR西日本）一併負責指令自社線、愛之風富山鐵道線、IR石川鐵道線以及日本海翡翠線，翌日13日伴隨新指令所啟動2間公司不再委託[2]。
- 最高速度：110公里/小時
- 平均通過人員（全線）
  - 2015年度：7,522人/日[3]

## 營運方式
列車運作以富山站為中心點，向東、西兩邊推展；另外以泊站作為富山縣與新潟縣的接續交匯處。

### 俱利伽羅～富山
本路段內共有兩個系統：來往富山與高岡的區間車，以及與IR石川鐵道線直通運轉的班次。兩種列車的班次大約是1:3，平均每小時約有1至2班列車來往金澤～富山間，在制定開業時間表時，已預計過往利用特急列車往來金澤～富山兩地的乘客會轉用新幹線，因此把部份原往金澤的班次，改為高岡～富山區間車。另外，逢工作天日早上也有2班由JR城端線直通至富山站的特別班次（星期六則有1班，假日停駛）。
於金澤～富山的班次裏，兩間公司的列車不但可以互相駛進對方的路段，甚至可以互相併結，成為一列4輛車廂的列車。不過，車掌及駕駛員卻不會於對方的管轄區內工作，考慮到兩公司的境界站（俱利伽羅站）為無人車站，而且快速班次也不停靠，經協調後雙方定於石動站進行交接。在JR經營北陸本線的末期（由2014年10月18日起），部份班次已實行一人控制模式；愛之風富山鐵道接手後，一人控制的班次擴展至日晝非繁忙時段，不過，IR石川鐵道卻不實行一人控制措施，因此「一人控制」模式也只限於石動～富山間，屬「有條件下」的一人控制。至於JR城端線直通班次，由於採用氣動車行走而非電聯車，到達富山站後亦會不載客原車回送，因此特例容許JR的職員可以繼續駕駛列車至富山站。

### 富山～泊
服務富山縣東部的模式較為簡單，除了每天4個來回班次為富山～黑部外，其餘班次均服務至泊。班次與JR末期時相約，不過，過往能由富山直通至新潟縣的普通列車，在愛之風富山鐵道接管後，同樣基於乘客會改用新幹線往來富山～糸魚川，也涉及使用越後朱鷺鐵道路段的安排等因素，將班次大幅削減至只保留每天2來回班次前往糸魚川，往直江津的班次更是全部取消，所有直通新潟縣的列車均採用電聯車行走。亦全程由愛之風富山鐵道職員負責營運。

### 泊～市振
位於兩縣交界的區間，大部份均以日本海翡翠線列車為主，繁忙時間以2輛編成列車行走，一般時間只派1輛編成一人控制列車，全日共對開18個班次（往市振方向則多1單向班次），約40-90分鐘1班，上行絕大部份皆以泊為終站；下行則以直江津站或糸魚川站為止，當中每天有1來回班次會由糸魚川站直通至金澤站；另1來回則由糸魚川直通至高岡（上午上行）或富山（晚間下行），但採用的均為愛之風富山鐵道的列車，日本海翡翠線的列車均不會駛入泊站以西的路段。駕駛員及車掌也由所屬列車的公司負責。

## 轉換經營權後的問題
過往由JR西日本管理時期，本路段繁忙時間主要以4輛或6輛車廂的列車行走，非繁忙則多使用2－4輛車廂的列車行走。然而，愛之風富山鐵道接手後，繁忙時間只採用3輛一列的413系列車、或以521系4輛一列（基本組合為2輛一列，即2列合併，部份4輛一列還要跟IR石川鐵道的列車併結），甚至只有521系2輛基本編成行走，非繁忙時間更只派出2輛一列的列車行駛全線，令車廂變得擠迫，尤其繁忙時段的擠迫情況更為嚴重。這樣的做法無異是為了節省營運成本，但卻使舒適度大打折扣，繁忙時間未能上車的乘客更是不滿。特別是「快速愛之風Liner」，每程須加收300日圓的附加費，但派車卻由2018年3月時間表改正起全變為2輛一列，令乘客完全覺得物非所值。

## 歷史

### 1898年～1945年
- 1898年11月1日：官設鐵道北陸線金澤～高岡（25哩29鏈≒40.82公里）延伸開業。開設津幡、石動、福岡、高岡4站（高岡站於同年已由中越鐵道開設，但兩站不相連。）
- 1899年3月20日：高岡～富山間（11哩5鏈≒17.8公里）延伸開業。開設小杉、富山2站。
- 1902年11月1日：更改距離單位，統一以「哩」作計算，米原～富山加距19鏈（0.38公里）。
- 1908年：

- 2月16日：津幡～石動間增設「俱利伽羅信號所」。
- 11月3日：吳羽站開業。
- 11月16日：吳羽～富山改行車路線，富山站遷移，距離加0.4哩（0.64公里）。同日起「富山線」富山～魚津間（15.8哩＝25.43公里）開業。開設東岩瀨、水橋、滑川、魚津4站。

- 1909年：

- 6月15日：俱利伽羅信號所昇格為俱利伽羅站。
- 10月12日：國鐵線路名稱再制定，富山線編入北陸本線內。

- 1910年4月16日：魚津～泊間延伸開業（14.7哩≒23.66公里）。增設三日市、生地、入善、泊4站。
- 1912年10月15日：路線由泊伸延至青海（14.5哩≒23.34公里）。增設市振、親不知、青海3站。
- 1923年10月15日：越中大門站開業。
- 1926年7月3日：東岩瀬～水橋間開設「濱黒崎臨時站」。
- 1927年9月1日：吳羽～富山間新設田苅屋信號場。作為與飛越線的分岐點。
- 1930年4月1日：路距由哩改為公里，北陸本線全線（米原～直江津）改為366.5公里。
- 1943年10月1日：滑川～魚津間新設「早月信號場」。

### 1945年～1987年
- 1948年：

- 2月13日：田苅屋信號場改稱為「田刈屋信號場」。
- 8月30日：濱黑崎臨時站廢站。

- 1950年5月20日：東岩瀨站改稱為「東富山站」。
- 1955年：

- 10月1日：開設富山調車場。
- 11月11日：俱利伽羅～石動間開設「安樂寺信號場」。

- 1956年：

- 4月10日：三日市站改稱為「黑部站」。
- 11月10日：富山～富山調車場間複線化。
- 11月19日：福岡～高岡間開設「西高岡信號場」，廢除田刈屋信號場。

- 1957年：

- 4月25日：西高岡信號場昇格為「西高岡站」。
- 10月1日：泊～市振間開設「越中宮崎信號場」。
- 11月20日：越中宮崎信號場昇格為「越中宮崎站」。

- 1958年：

- 4月10日：東富山～富山調車場～蓮町間的貨物支線開業(8.5km)。
- 9月29日：小杉～吳羽複線化。

- 1959年3月31日：生地～入善間開設「西入善信號場」。
- 1960年：

- 5月31日：吳羽～富山複線化。
- 7月1日：西入善信號場昇格為「西入善站」。
- 9月30日：石動～福岡複線化。

- 1961年9月29日：魚津～黑部間開設「片貝信號場」。
- 1962年：

- 8月1日：安樂寺信號場～石動複線化。
- 8月10日：福岡～西高岡複線化。
- 9月15日：俱利伽羅～安樂寺信號場複線化。廢除安樂寺信號場。
- 9月29日：入善～泊間開設「小川信號場」。

- 1963年9月27日：高岡～越中大門複線化。
- 1964年：

- 8月24日：金澤～富山調車場交流電化。
- 9月29日：西高岡～高岡間開設「千保川信號場」，同時西高岡～千保川信號場複線化。
- 11月20日：早月信號場昇格為「東滑川站」。

- 1965年：

- 4月23日：生地～西入善複線化。
- 7月5日：越中大門～小杉複線化。
- 7月20日：水橋～滑川間增設「上市川信號場」，上市川信號場～滑川複線化。
- 7月30日：富山調車場～東富山複線化。
- 8月25日：千保川信號場～高岡複線化。廢除千保川信號場。富山調車場～泊交流電化。
- 9月30日：泊～糸魚川交流電化。
- 12月10日：黑部～生地複線化。

- 1966年：

- 6月1日：水橋～上市川信號場複線化。廢除上市川信號場。
- 8月30日：東滑川～魚津間增設「角川信號場」，東滑川～角川信號場複線化。
- 11月25日：西入善～入善複線化。
- 12月3日：東富山～水橋複線化。

- 1967年：

- 5月19日：泊～越中宮崎複線化。
- 8月22日：滑川～東滑川複線化。
- 8月29日：小川信號場～泊複線化。
- 9月20日：入善～小川信號場複線化。廢除小川信號場。
- 9月29日：越中宮崎～市振複線化。

- 1968年：

- 8月9日：魚津～片貝信號場複線化。
- 9月27日：角川信號場～魚津複線化。廢除角川信號場。

- 1969年：

- 6月17日：片貝信號場～黑部複線化。廢除片貝信號場。
- 10月1日：北陸本線全線複線化及電化，並更改行車距離如下：

- 全線縮短2.8km。
- 高岡～越中大門、滑川～東滑川、生地～西入善區間延長0.1km。
- 俱利伽羅～石動、石動～福岡、越中大門～小杉、魚津～黑部、西入善～入善、越中宮崎～市振區間縮短0.1km。

- 1986年11月1日：東富山～蓮町貨物支線廢線(8.5km)。
- 1987年：

- 3月31日：富山調車場變更為「富山操站」，為貨物專用站，不辦理客運。
- 4月1日：國鐵分割民營化，北陸本線全線（米原～直江津，353.9km）由西日本旅客鐵道（JR西日本）承繼。日本貨物鐵道（JR貨物）為全線第二種鐵道事業者。

### 1988年～2025年
- 1990年3月10日：富山操站改稱為「富山貨物站」。
- 1995年10月1日：石動～市振間由「金澤支社」改由「北陸地域鐵道部」直接管轄[7]。
- 2000年2月8日：近江鹽津～直江津採用调度集中系统(CTC)[8]。
- 2009年6月1日：組織重組。石動～市振間由「北陸地域鐵道部」改為由「富山地域鐵道部」管轄[9]。
- 2011年：

- 1月31日：北陸地方受大規模大雪影響，為進行除雪作業工作，長濱～直江津間列車全日運休。是自民營化以來，首次全線運休。
- 4月2日 - 4月7日：受東日本大震災影響，位於福島縣內的車輛部件工場受災，由未能確保有足夠備件使用，線內部份普通列車班次及編成被縮減，富山～黑部間改以氣動車行駛。

- 2013年12月12日：因應北陸新幹線開業，JR西日本提出在來線並行區間金澤～直江津間廢止要請[13]。
- 2014年10月18日：金澤～富山部份日間普通列車班次改為一人控制[14]。
- 2015年3月14日：北陸新幹線開業，俱利伽羅～市振間改交由愛之風富山鐵道經營，路線名稱改稱為「愛之風富山鐵道線」，特急列車全被取消，新增快速列車「愛之風Liner」。
- 2018年：

- 3月4日：富山站下行月台高架化完成。
- 3月17日：高岡荊波站開業，是轉換營辦商後首個新站。

- 2019年3月17日：全線加設車站編號。
- 2022年3月12日：新富山口站開業[16][17][18]。也因為新車站原故，自東富山站至越中宮崎站的車站編號全部加大1號。
- 2025年3月14日，愛之風富山鐵道線迎來全線開業的10周年[19][20][21][22]。

## 車站列表
- （貨）：貨物專用站，◇、■：貨物處理站（貨物專用站除外。◇沒有定期貨物列車發着，■是線外貨運站）
- 停靠站
  - 普通…停靠所有車站
  - 快速…愛之風富山鐵道線內停靠所有車站（泊站－市振站間運行。詳情參見日本海翡翠線#車站列表）
  - 愛之風Liner…●的車站停靠，｜的車站通過
- 軌道 … 全線複線

| 車站編號 | 中文站名       | 日文站名 | 英文站名         | 站間 營業 距離 | 累計 營業 距離 | 米原起計的 營業距離 | 愛之風Liner | 接續路線、備註 | 所在地             | 所在地             | 所在地             |
| -------- | -------------- | -------- | ---------------- | -------------- | -------------- | ------------------- | ----------- | --- | ------------------ | ------------------ | ------------------ |
| --       | 俱利伽羅       |          |                  | -              | 0.0            | 194.4               | ｜          | IR石川鐵道：IR石川鐵道線（發着所有列車直通運行至金澤站） | 石川縣河北郡津幡町 | 石川縣河北郡津幡町 | 石川縣河北郡津幡町 |
| 01       | 石動           |          |                  | 6.8            | 6.8            | 201.2               | ●           | | 富山縣             | 小矢部市           | 小矢部市           |
| 02       | 福岡           |          |                  | 7.2            | 14.0           | 208.4               | ｜          | | 富山縣             | 高岡市             | 高岡市             |
| 03       | 西高岡         |          |                  | 3.5            | 17.5           | 211.9               | ｜          | | 富山縣             | 高岡市             | 高岡市             |
| 04       | 高岡荊波       |          |                  | 2.7            | 20.2           | 214.6               | ｜          | | 富山縣             | 高岡市             | 高岡市             |
| 05       | 高岡           |          |                  | 2.6            | 22.8           | 217.2               | ●           | 西日本旅客鐵道：城端線、冰見線 萬葉線：高岡軌道線 …高岡站停留場 | 富山縣             | 高岡市             | 高岡市             |
| 06       | 越中大門◇      |          |                  | 3.7            | 26.5           | 220.9               | ｜          | | 富山縣             | 射水市             | 射水市             |
| 07       | 小杉           |          |                  | 3.7            | 30.2           | 224.6               | ●           | | 富山縣             | 射水市             | 射水市             |
| 08       | 吳羽           |          |                  | 6.6            | 36.8           | 231.2               | ｜          | | 富山縣             | 富山市             | 富山市             |
| 09       | 富山           |          |                  | 4.8            | 41.6           | 236.0               | ●           | 西日本旅客鐵道： 北陸新幹線、高山本線 富山地方鐵道：本線 …電鐵富山 富山地方鐵道：市內軌道線 …富山站停留場、電鐵富山站·ESTA前停留場 富山輕軌：富山港線 …富山站北停留場 | 富山縣             | 富山市             | 富山市             |
| --       | （貨）富山貨物 |          | /                | 2.8            | 44.4           | 238.8               | ｜          | | 富山縣             | 富山市             | 富山市             |
| 10       | 新富山口       |          | Shin-Toyamaguchi | 1.2            | 45.6           | 240.0               | ｜          | | 富山縣             | 富山市             | 富山市             |
| 11       | 東富山         |          |                  | 2.6            | 48.2           | 242.6               | ｜          | | 富山縣             | 富山市             | 富山市             |
| 12       | 水橋           |          |                  | 4.9            | 53.1           | 247.5               | ｜          | | 富山縣             | 富山市             | 富山市             |
| 13       | 滑川           |          |                  | 5.5            | 58.6           | 253.0               | ●           | 富山地方鐵道：本線 | 富山縣             | 滑川市             | 滑川市             |
| 14       | 東滑川         |          |                  | 3.5            | 62.1           | 256.5               | ｜          | | 富山縣             | 滑川市             | 滑川市             |
| 15       | 魚津■          |          |                  | 5.0            | 67.1           | 261.5               | ●           | 富山地方鐵道：本線 …新魚津 | 富山縣             | 魚津市             | 魚津市             |
| 16       | 黑部           |          |                  | 6.3            | 73.4           | 267.8               | ●           | | 富山縣             | 黑部市             | 黑部市             |
| 17       | 生地           |          |                  | 4.0            | 77.4           | 271.8               | ｜          | | 富山縣             | 黑部市             | 黑部市             |
| 18       | 西入善         |          |                  | 4.2            | 81.6           | 276.0               | ｜          | | 富山縣             | 下新川郡           | 入善町             |
| 19       | 入善           |          |                  | 3.9            | 85.5           | 279.9               | ●           | | 富山縣             | 下新川郡           | 入善町             |
| 20       | 泊             |          |                  | 5.2            | 90.7           | 285.1               | ●           | （實質上與日本海翡翠線的轉乘站） | 富山縣             | 下新川郡           | 朝日町             |
| 21       | 越中宮崎       |          |                  | 4.7            | 95.4           | 289.8               |             | | 富山縣             | 下新川郡           | 朝日町             |
| --       | 市振           |          |                  | 4.7            | 100.1          | 294.5               |             | 越後心跳鐵道：日本海翡翠線（發着所有列車直通運行） | 新潟縣糸魚川市     | 新潟縣糸魚川市     | 新潟縣糸魚川市     |